# Melodije morja in sonca 1998
XXI. Melodije morja in sonca 1998 so potekale 16. julija v portoroški diskoteki Tivoli (nova scena) in 18. julija na Tartinijevem trgu v Piranu (glavni pop večer). Razdeljene so bile na štiri kategorije:
- osrednji večer popevk, ki je dal glavnega zmagovalca festivala,
- nova scena (neuveljavljeni in manj uveljavljeni izvajalci nad 17 let),
- otroški MMS (otroci, stari do 12 let) in
- najstniški MMS (13–17 let).

Glavna zmagovalka festivala je bila skupina Kingston s pesmijo Cela ulica nori. Zmagovalci nove scene so bili Botri s pesmijo Bambina.
Zmagovalka najstniškega MMS-a (nad 12 let) je bila Aleksandra Čermelj s pesmijo Se mi ne da, zmagovalka otroškega MMS-a (do 12 let) pa Ylenia Zobec s pesmijo Pika na i. Otroški in najstniški MMS sta potekala v portoroški diskoteki Tivoli.

## Popevke
Glavni pop večer je potekal v soboto, 18. julija 1998, na Tartinijevem trgu v Piranu. Povezovala sta ga Eva Irgl in Alex Bini. Kot gostje so nastopili Vili Resnik, Rok'n'band in plesno-akrobatska skupina Flip.
| #   | Izvajalec                        | Naslov pesmi                | Avtor glasbe     | Avtor besedila   | Avtor aranžmaja  |
| --- | -------------------------------- | --------------------------- | ---------------- | ---------------- | ---------------- |
| 1.  | Alenka Godec in Davor Petraš     | Če se bojiš neba            | Marino Legovič   | Drago Mislej     | Marino Legovič   |
| 2.  | Irena Vrčkovnik                  | Če ne bi vedela             | Irena Vrčkovnik  | Božo A. Kolerič  | Marino Legovič   |
| 3.  | Kingston                         | Cela ulica nori             | Zvone Tomac      | Dare Kaurič      | Zvone Tomac      |
| 4.  | Jan Plestenjak                   | Stari nono                  | Jan Plestenjak   | Jan Plestenjak   | Jan Plestenjak   |
| 5.  | Avtomobili                       | Legla je noč                | M. Vuksanovič    | M. Vuksanovič    | Avtomobili       |
| 6.  | Halo                             | Luna sije                   | Danilo Kocjančič | Drago Mislej     | Danilo Kocjančič |
| 7.  | Casino                           | Tanga                       | E. Dobrilovič    | R. Davanzo       | Casino           |
| 8.  | Victory                          | Hočeš me ali nočeš me       | Martin Štibernik | Karmen Stavec    | Victory          |
| 9.  | Gianni Rijavec in Vladimir Čadež | Zbogom sonce                | Gianni Rijavec   | Gianni Rijavec   | Sašo Fajon       |
| 10. | Milan Pečovnik - Pidži           | Nocoj bom plesal le s teboj | Milan Pečovnik   | Milan Pečovnik   | Rista Ibrić      |
| 11. | Dominik Kozarič                  | Najina pesem                | Dominik Kozarič  | Dominik Kozarič  | Sašo Fajon       |
| 12. | Deja Mušič                       | Ne, ni me strah             | Deja Mušič       | Deja Mušič       | Sašo Fajon       |
| 13. | Happy Day                        | Vonj poletja                | Franci Čelhar    | Franci Čelhar    | Marjan Mlakar    |
| 14. | Majda Arh                        | S teboj                     | Majda Arh Sevšek | Majda Arh Sevšek | Marino Legovič   |

Debitanti
| #   | Izvajalec    | Naslov pesmi                | Avtor glasbe   | Avtor besedila      | Avtor aranžmaja                |
| --- | ------------ | --------------------------- | -------------- | ------------------- | ------------------------------ |
| 15. | Babaloo      | Dobro jutro, delovni ljudje | F. Čelik       | Aleksandra Oki      | Babaloo                        |
| 16. | Supernova    | Poletna pravljica           | Aleš Plesničar | Rok Lesjak          | Matjaž Vlašič, Boštjan Grabnar |
| 17. | Sonya        | Močnejša sva oba            | Vojko Sfiligoj | Vojko Sfiligoj      | Vojko Sfiligoj                 |
| 18. | Nuša Derenda | Preveč zaljubljena          | Matija Oražem  | Damjana Kenda Hussu | Tomaž Borsan                   |

### Nagrajenci
Nagrade občinstva oziroma poslušalcev so prejeli:
- 1. nagrada: Cela ulica nori (Tomac/Kaurič) – Kingston
- 2. nagrada: Hočeš me ali nočeš me (Štibernik/Stavec) – Victory
- 3. nagrada: Če ne bi vedela (Vrčkovnik/Kolerič) – Irena Vrčkovnik

Nagrade strokovne žirije so prejeli:
- za besedilo: Jan Plestenjak za skladbo Stari nono
- za interpretacijo: Majda Arh (S teboj)
- za aranžma: Marino Legovič za skladbo Če se bojiš neba
- za najboljši debitantski nastop: Supernova (Poletna pravljica)

## Nova scena
Nova scena je potekala v četrtek, 16. julija 1998, v portoroški diskoteki Tivoli. Vodila ga je Mojca Mavec. Kot gostje so nastopili Danilo Kocjančič in prijatelji.
| #   | Izvajalec           | Naslov pesmi      | Avtor glasbe         | Avtor besedila                | Avtor aranžmaja            |
| --- | ------------------- | ----------------- | -------------------- | ----------------------------- | -------------------------- |
| 1.  | Damiano Roi         | I confini di cosa | D. Mattiassi         | V. Negrini                    | S. Piazzi, D. Mattiassi    |
| 2.  | Gaad Band           | Ne maram te več   | Gregor Brezenšek ml. | Gregor Brezenšek st.          | Gregor Brezenšek ml.       |
| 3.  | Lara Baruca in band | Ta trenutek       | Adriano Baruca       | Lara Baruca                   | Adriano Baruca             |
| 4.  | Sound Attack        | Vrni mi ljubezen  | Simon Šurev          | Pika Božič                    | Simon Šurev                |
| 5.  | Red Qua             | Val morja         | M. Janež             | M. Janež                      | Red Qua                    |
| 6.  | Nude                | Vesoljka          | Primož Pogelšek      | Gaber Marolt                  | Nude                       |
| 7.  | Riko in piloti      | Bla, bla          | Igor Potočnik        | N. Zavrl, Igor Potočnik       | Riko in piloti             |
| 8.  | Lucija Ž.           | Pojdi             | Uroš Semeja          | Lucija Žverk                  | Uroš Semeja                |
| 9.  | Botri               | Bambina           | Matija Oražem        | Damjana Kenda Hussu           | Janko Smisl, Matija Oražem |
| 10. | Modre Higijene      | Otok, ki ga ni    | Jakob Klemenčič      | David Verlič, Jakob Klemenčič | Martina Furlan             |
| 11. | Raf                 | Dan slovesa       | Rafael Zupanc        | Rafael Zupanc                 | Rafael Zupanc              |
| 12. | Aleksander in Easy  | Sijaj             | Aleksander Novak     | Aleksander Novak              | Iztok Novak                |
| 13. | KUT Gas             | Moje jutro si     | Rudolf Strnad        | Rudolf Strnad                 | T. Kmetič, Rudolf Strnad   |
| 14. | Requiem             | Peščeni gradovi   | Marko Slokar         | Marko Slokar                  | Requiem                    |

Rezultati glasovanja poslušalcev:
| Mesto              | 1.            | 2.              | 3.                |
| ------------------ | ------------- | --------------- | ----------------- |
| Izvajalec in pesem | Botri Bambina | Lucija Ž. Pojdi | Red Qua Val morja |